# Johannes Kuhn (Theologe, 1924)
Johannes Kuhn (* 21. April 1924 in Plauen; † 4. August 2019 in Echterdingen) war ein deutscher evangelischer Theologe und Fernsehpfarrer bei ARD und ZDF.

## Leben
Kuhn erlernte das Bäckerhandwerk und entging im Februar 1945 als freiwilliges Mitglied der Flieger-HJ nur knapp dem Luftangriff auf die Stadt Dresden. Seine Kriegs- und Nachkriegszeiterfahrungen weckten in ihm den Wunsch, Pfarrer zu werden. So studierte er Evangelische Theologie in Barmen, Göttingen und Basel. Nach seiner Tätigkeit als Gemeinde- und Jugendpfarrer in Bremerhaven kam er 1961 nach Stuttgart und wirkte dort bis zu seiner Pensionierung 1989 im Dienst der Evangelischen Landeskirche in Württemberg als Landespfarrer für Rundfunk. Bekannt wurde Kuhn mit seinen Morgen-Andachten im Hörfunk des Süddeutschen Rundfunks, 1967/68 als Quizmaster der biblischen ARD-Fernsehreihe Die Reise nach Jerusalem und von 1978 bis 1984 beim ZDF durch die Fernsehreihe Pfarrer Johannes Kuhn antwortet, ein Sendeformat, das er von Adolf Sommerauer übernahm. Von 1979 bis 1997 war er Kolumnist von Sonntag Aktuell.
Kuhn war Autor von Erzählungen, Hörspielen, Sachbüchern, Funk-Features, Fernsehfilmdrehbüchern und verfasste zahlreiche journalistische Arbeiten.
Er war mit Henriette Kuhn verheiratet. Das Paar hatte vier Kinder und wohnte bis 2018 in Leinfelden.

## Auszeichnungen
Kuhn erhielt 1989 das Bundesverdienstkreuz I. Klasse und 1997 die Verdienstmedaille des Landes Baden-Württemberg.

## Werke (Auswahl)
- als Hrsg. mit Ottheinrich Knödler: Stationen des Lebens. Erfahrungen des Glaubens. Quell Verlag, Stuttgart 1981, ISBN 3-7918-2306-X (Beiträge wurden im Süddeutschen Rundfunk Stuttgart als Evangelische Morgenfeier gesendet).
- Auch heute leuchtet der Himmel. Biblische Geschichten zum Vaterunser. Zürich 1983.
- Aufbruch in ein neues Land. Das Alter als Aufgabe. Stuttgart 1986.
- Freude an der Kirche. Quell Verlag, Stuttgart 1987, ISBN 3-7918-2602-6.
- Heilsame Begegnungen: Gotteserfahrungen im Alten und Neuen Testament. Quell Verlag, Stuttgart 1991, ISBN 3-7918-2263-2.
- So war’s – mein Leben. Biographische Notizen. Quell Verlag, Stuttgart 1996, ISBN 3-7918-1994-1.
- Mein Leben. Biographische Notizen von Johannes Kuhn. Kaufmann, Lahr 2005, ISBN 3-7806-5028-2.